# جيمس ويليس
جيمس ويليس (بالإنجليزية: James Willis)‏ هو لاعب كرة قدم أمريكية أمريكي، ولد في 2 سبتمبر 1972 في هنتسفيل في الولايات المتحدة.

## وصلات خارجية
- جيمس ويليس على موقع مرجع كرة القدم المحترفة.كوم (الإنجليزية)